# Skogsfältmätare
Skogsfältmätare, Xanthorhoe annotinata, är en fjärilsart som beskrevs av Johan Wilhelm Zetterstedt 1838. Skogsfältmätare ingår i släktet Xanthorhoe och familjen mätare, Geometridae. Enligt rödlistan i respektive land, är arten nära hotad i både Sverige och Finland. Artens livsmiljö är äldre barrskog av blåbärsristyp. Endast nominatunderarten, Xanthorhoe annotinata annotinata Zetterstedt, 1839, finns listad i Catalogue of Life.

## Bildgalleri

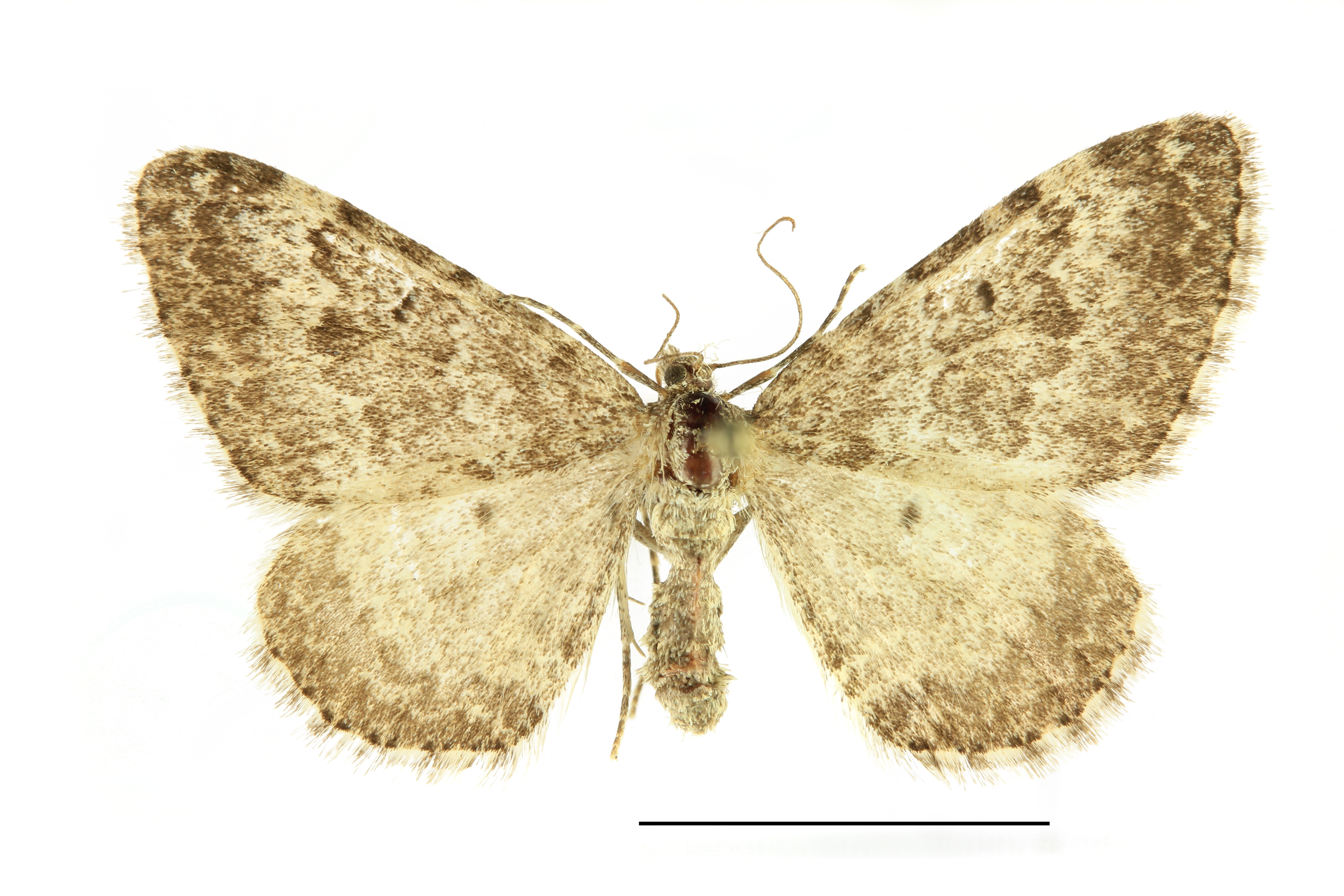
Preparerad (uppnålad) imago fjäril.